# جانکارلو مارینلی
جانکارلو مارینلی (ایتالیایی: Giancarlo Marinelli; ۴ دسامبر ۱۹۱۵ – ۱۲ مهٔ ۱۹۸۷) بازیکن بسکتبال اهل ایتالیا بود. وی در بازی‌های المپیک تابستانی ۱۹۳۶ و ۱۹۴۸ شرکت کرده‌است.